# WWE All Stars
WWE All Stars — компьютерная игра, разработанная компанией THQ San Diego, представляющая собой симулятор реслинга с элементами файтинга. Главной особенностью данной игры является наличие звёзд как современного, так и винтажного реслинга, что позволяет устраивать матчи между рестлерами разных эпох.

## Геймплей
В игре четырёхкнопочная боевая система: две кнопки отвечают за удары, ещё две — за захваты. По мере нанесения урона противнику у бойца заполняется Super Gauge (когда эта шкала полна хотя бы на треть, можно сделать суперудар), а также Finisher Gauge (когда она заполнена, можно подготовиться к завершающему приёму, а затем сделать его).
Побеждать в матчах (кроме матчей в стальной клетке) можно двумя способами: снизить уровень здоровья противника почти до нуля, повалить его на пол и провести удержание (на ринге или за ним) или же вообще снизить уровень здоровья противника до нуля и провести завершающий приём.

## Графика
В отличие от серии Smackdown vs. Raw, всегда изображавшей рестлеров максимально близко к их прототипам, здесь бойцы имеют вид гиперболизированных атлетов с перекачанной мускулатурой (впрочем, их лица и одежда делают их вполне узнаваемыми). Кроме того, от коронных ударов противник летит чуть ли не через весь ринг, во время коронных бросков бойцы высоко подлетают, а вокруг падающей на ринг жертвы идёт сейсмическая волна.

## Список бойцов
Бойцы в игре делятся на четыре класса.
Brawlers — сильно бьют и владеют длинными комбо.
- Халк Хоган
- Скала
- Родди Пайпер
- Сержант Слотер
- Стив Остин
- Последний Воин
- Гробовщик
- Шимус
- Рэнди Ортон
- Джон Сина
- Дрю Макинтайр
- СМ Панк
- Мистер Пёрфект
- Джейк Робертс
- Triple H
- Миз
- Джек Сваггер
- Эдж

Acrobats — наносят большой урон, прыгая с канатов.
- Эдди Герреро
- Джимми Снука
- Рэнди Сэвидж
- Рикки Стимбот
- Шон Майклз
- Кофи Кингстон
- Джон Моррисон
- Рей Мистерио

Big men — супертяжеловесы, наносящие огромный урон как ударами, так и бросками, но обладающие плохой подвижностью.
- Андре Гигант
- Биг Шоу
- Кейн

## DLC
- Биг Боссман
- Крис Джерико
- Коди Роудс
- Дасти Роудс
- Хонки Тонк Мэн
- Джерри Лоулер
- Марк Генри
- Майкл Хейс
- Тед Дибиаси (старший)
- Тед Дибиаси (младший)
- R-Truth
- Энимал
- Хок

## Неиграбельные персонажи
- Говард Финкель - ринг-анонсер
- Джим Росс - комментатор
- Пол Берер - менеджер Гробовщика

## Арены
- WWE Monday Night Raw
- WWE Friday Night Smackdown
- WrestleMania
- Summerslam
- WWE Friday Night Smackdown в старом оформлении
- Арена WWE All Stars

## Чемпионские пояса
- Чемпион WWE - Рэнди Ортон
- Чемпион мира в тяжёлом весе - Гробовщик
- Командные чемпионы WWE - D-Generation X

## Режимы игры
- Товарищеский матч — по обычным правилам, по экстремальным правилам или в стальной клетке. Драться можно один на один, два на два, втроём или вчетвером (каждый сам за себя) или двое на одного.
- Путь чемпионов — игрок участвует в девяти разных матчах против различных противников, после чего сражается с боссом (Гробовщиком, Рэнди Ортоном или D-Generation X) за чемпионский пояс.
- Fantasy Warfare — серия матчей, где каждый современный рестлер сражается со своим сюжетным противником из прошлого (причиной матча может быть реально существовавшее противостояние или же общий признак, объединяющий двух бойцов).

## Отзывы
| Сводный рейтинг | Сводный рейтинг | Сводный рейтинг | Сводный рейтинг |
| Издание         | Оценка          | Оценка          | Оценка          |
| Издание         | PS3             | Wii             | Xbox 360        |
| --------------- | --------------- | --------------- | --------------- |
| GameRankings    | 76,92 %         | 67,50 %         | 76,98 %         |